# São João Batista (Brava)
Nota linguística: Com a entrada em vigor do Novo Acordo Ortográfico este topónimo passará a ser grafado São João Batista.

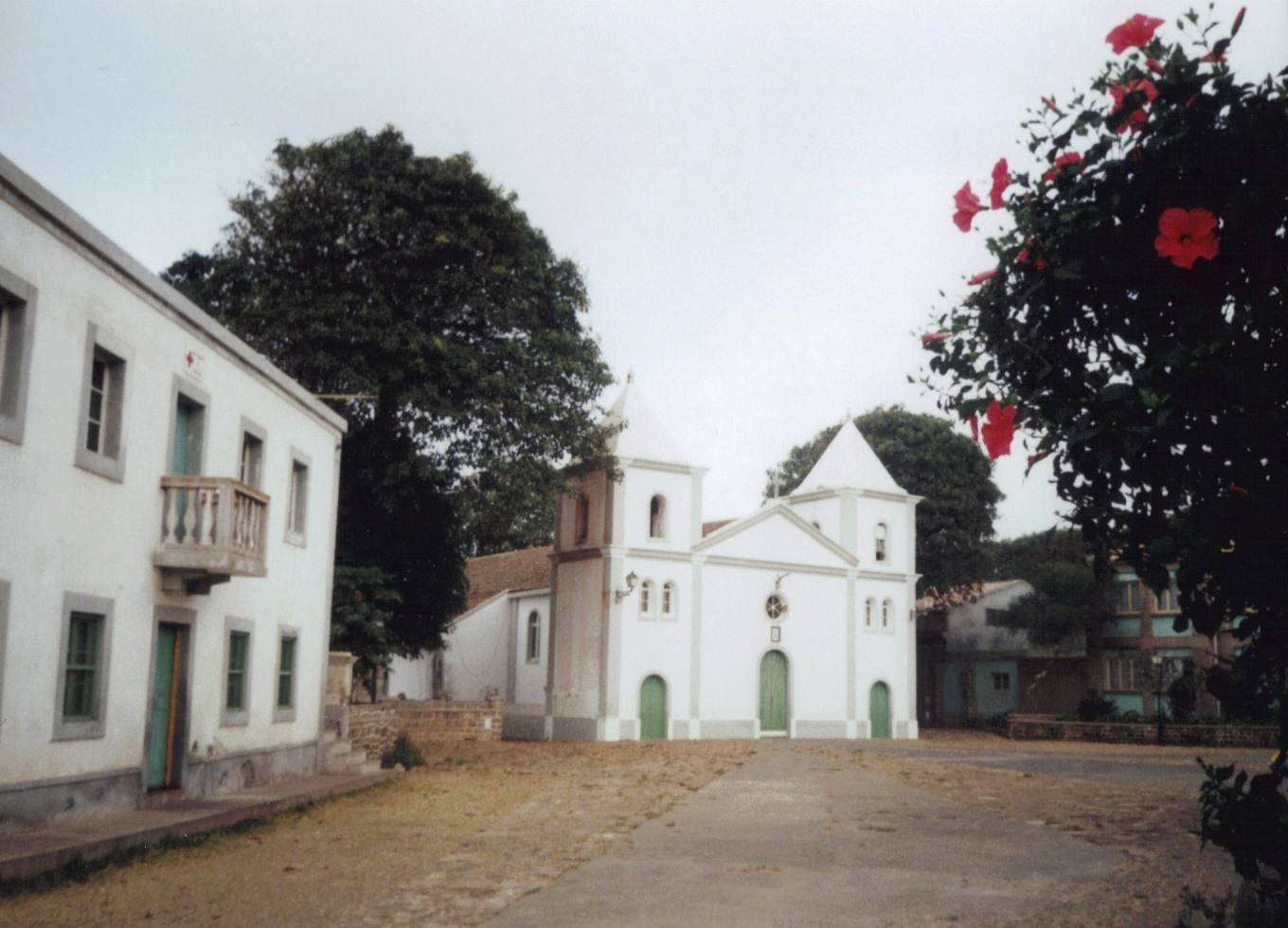
Igreja de São João Batista, em Nova Sintra.

São João Batista é uma freguesia de Cabo Verde. Pertence ao concelho e ilha Brava. A sua área coincide com a Paróquia de São João Batista, e o feriado religioso é celebrado a 24 de junho, dia da São João, que é também padroeiro da ilha.